# Nanna Kiönig-Holm
Nanna Kiönig-Holm, född 15 februari 1886 i Saltdal, Norge, död i april 1954 i Seljord, Telemark, Norge, var en norsk-svensk målare.
Hon var dotter till jägmästaren Wilhelm August Kiönig och Arnoldine Kristine Nilsen samt från 1918 gift med Ture Holm. Hon studerade först konst för olika konstnärer bland annat för Eivind Nielsen, Christian och Oda Krohg samt Harriet Backer. Därefter studerade hon vid Konstakademien i Oslo 1912-1913 och vid Wilhelmsons målarskola i Stockholm 1915, dessutom bedrev hon självstudier under resor till Tyskland 1921-1922. Tillsammans med sin man ställde hon ut på Lilla utställningen i Stockholm och i Borås, separat ställde hon ut på ett flertal platser i Norge. Hon medverkade i flera samlingsutställningar med Sveriges allmänna konstförening på Liljevalchs konsthall där hon vid utställningen 1930 fick disponera en egen vägg. Hennes konst består av stilleben, porträtt, figurstudier med religiösa kompositioner och landskapsskildringar från den norska fjällbygden eller den svenska västkusten utförda i olja. 